# Jevdokija Aleksejevna av Ryssland
Jevdokija Aleksejevna av Ryssland, född 1650, död 1712, var en rysk storfurstinna, dotter till tsar Aleksej Michajlovitj och Maria Miloslavskaja och halvsyster till tsar Peter den store. 
Jevdokija Aleksejevna var 19 år vid moderns död och accepterade 1671 faderns nya hustru, som var yngre än hon själv. Hon bevittnade sin syster Sofia Aleksejevnas statskupp 1682 och sin halvbror Peters makttillträde 1689, men hon deltog själv aldrig i den politiska kampen utan levde ett liv i traditionell isolering i kremls kvinnoavdelning. 
År 1698 misstänkte hennes halvbror tsar Peter henne för delaktighet i streltserupproret. Undersökningen frikände henne dock från delaktighet. Hon flyttade sedan på eget initiativ till Novodevichy-klostret i Moskva, där hon levde resten av sitt liv, dock utan att avlägga löften.